# Nishma Gurung
Nishma Gurung (ur. 11 marca 1980) – nepalska pływaczka, olimpijka.
Uczestniczka igrzysk w Atlancie (1996). Wystąpiła w eliminacyjnym wyścigu na 50 metrów stylem dowolnym, w którym zajęła ostatnie miejsce z czasem 41,45 s. Był to również najgorszy czas eliminacji.